# Тахометар
Тахометар је инструмент за мјерење брзине ротације осовине или диска. Приказује брзине ротације у ротацијама у минути или у другим јединицама. Познат примјер тахометра је мјерач брзине ротације радилице мотора у аутомобилима.
Тахометри могу бити различитих конструкција, механички, електромеханички, електрични и електронски.
Електромеханички тахометар је у ствари мали електрични генератор једносмјерне струје. Осовина генератора је повезана са објектом чија брзина ротације се мјери. Што је ротација бржа, већи је индуцирани напон у ротору, и исти се доводи на казаљку баждареног волтметра за очитање. Напон се може умјесто тога довести на улаз неког контролног система, ако се тежи регулацији брзине.
Електромеханички тахометар производи једносмјерни напон који је директно пропорционалан угаоној брзини ротора (арматуре).